# Liste des seigneurs de Brée
Liste des seigneurs de Brée

## Introduction

Armes des Brée : d'argent à deux fasces de sable au sautoir de gueulles brochant sur le tout

Voici autant que l'abbé Angot a pu l'établir la succession des seigneurs de Brée.
La famille de Brée a pris naissance à une lieue d'Évron au pays du Maine, tirant son origine et son nom de Brée de l'ancienne châtellenie de ce nom, qu'elle a toujours possédée avec les terres de Montsûrs et de Hermet, que l'on remarque être entrée par alliance sur la fin du siècle … dans la maison de Beaumont-au-Maine et Ste-Suzanne. En effet, les châtellenies de Brée, de Montsûrs et d'Hermet furent données en dot l'an 1270 à Jeanne de Beaumont, fille de Louis de Brienne, qui prit le nom de Beaumont à cause d'Agnès de Beaumont-au-Maine, sa femme.

Armes des Beaumont : chevronné d'or et de gueules de VIII pièces

## Famille de Laval
Jeanne de Beaumont épousa Guy VIII de Laval, sire de Laval, veuf d'Isabelle de Beaumont-Gâtinais. Ils eurent huit enfants[réf. non conforme]. Suivant les uns[réf. non conforme], le premier apanagé de la terre de Brée serait André, leur fils aîné ; suivant d'autres, Mathieu, leur cinquième fils, l'eût reçue avant lui.

### Supercherie historique
Enfin, d'après un acte des archives de Goué, il faudrait ajouter à la liste des seigneurs de Brée à cette époque « Mousiour Franczois de Laval, signour de Brée, Fougeroles, du Plessis, etc. époux de damoiselle Guionne. » Mais l'existence de ce François est liée à une supercherie historique.
Voici la source de l'erreur : Bertrand de Broussillon, croyant citer un document de son cartulaire, citait encore un document de la généalogie de Montmorency, dans l’Art de vérifier les dates, où est inséré Mathieu de Laval, époux de Michelle de Goué. Mais Mathieu qui serait le père, François qui serait le fils, n'existent pas plus l'un que l'autre.

### Laval-Loué
André de Laval-Loué, puis Guy Ier de Laval-Loué, son fils cadet. Ce dernier commença la branche connue sous le nom de Loué, et la châtellenie de Brée demeura dans sa lignée. En 1454 Guy II de Laval, seigneur de Loué, fils aîné de Thibault, lui-même fils cadet de Guy Ier de Loué qu'on vient de citer, la donna en partage à Jean, son frère cadet.
1. Jean de Laval-Loué, fils aîné de Guy Ier de Laval-Loué
2. Thibault Ier de Laval-Loué, son frère cadet
3. (Guy de Laval-Loué, chevalier, seigneur de Pommerieux et par acquisition de Segré), leur frère benjamin
4. Guy II de Laval-Loué, fils aîné de Thibaut Ier, donna en partage à Jean de Laval, son frère cadet, la terre de Brée.

La généalogie effectuée par René de Quatrebarbes s'arrête ici, pour faire remarquer que la tige des aînés du nom de Brée entra par alliance dans la famille de Beaumont-au-Maine et ensuite de Laval, qui a toujours honoré de la qualité de parents les personnes de cette famille, conservée par la branche de Fouilloux qui a subsisté jusqu'en 1600.

### Laval-Brée
Jean de Laval-Brée, † après 1485, est l'auteur du rameau de Laval-Brée. Il était seigneur de Brée{ et se maria avec Françoise Gascelin dame des Hayes-Gascelin. Louis Ier de Laval-Brée, son fils, lui succède [il teste en mars 1495 ; sa sœur Françoise de Laval-Brée dame des Hayes-Gascelin, épouse Edmond de Bueil, † 1495, fils cadet de l'amiral Jean V : Postérité ; leur sœur Jeanne de Laval-Brée épouse Joachim Sanglier de  Bois-Rogues (à Rossay, commune de Loudun), veuf de Jeanne Bonnet(te) qui lui avait donné Renée Sanglier, laquelle fut la femme dudit Louis Ier de Laval-Brée et la mère de Louis II qui suit], puis le fils de ce dernier : Louis II de Laval, † sans postérité vers 1563.
Il vendit, en 1474, la Chevalerie de Châlons au seigneur de Gresse

## Famille Sanglier
Ce dernier n'eut point d'enfants. Gilles Sanglier, fils de Joachim et Jeanne de Laval-Brée et donc demi-frère cadet de Renée Sanglier, hérita des terres de Louis II de Laval, à la fois son neveu et son cousin germain. Il vendit sa terre et seigneurie de Fougerolles par acte passé en cour d'Angers, le 26 juin 1519, à Patry de Goué, alors veuf sans enfants de Michelle de Laval. Il était fils de Joachim Sanglier, seigneur de Bois-Rogues, et de Jeanne de Laval-Brée. Il hérita du chef de celle-ci des seigneuries de Brée, Fougerolles, etc. Il épousa Françoise du Puy-de/du-Coudray ((Le) Coudray-Monin à Civray).
Renée Sanglier, dame de Bois-Rogues et de Brée, fille aînée des précédents, épousa en 1559 Claude II de Châtillon-Porcien, seigneur d'Argenton, de la Grève, de Moncontour, etc., chevalier de l'ordre de Saint-Michel qui mourut en 1559. Ils eurent :
1. Gilbert, mort jeune.
2. Charles de Châtillon, qui suit.
3. Gilles, qui continua la branche de Châtillon d'Argenton et Bois-Rogues par son mariage en 1599 avec Marie de Vivonne-La Châtaigneraie.
4. Claude, mariée en 1581 avec Charles d'Appelvoisin, seigneur de la Roche-du-Maine.
5. Louise, mariée 1° en 1581 à Charles d'Apchon de La Roche-Talbot, 2° en 1595 à Gilbert le Jeune du Puy-du-Fou (des seigneurs de Commeronde).
6. Philiberte, x 1° 1589 Robert de Ravenel de Sablonnières, et 2° Henri de Gournay de Marcheville.
7. Marie, x 1597 Charles de Menthon de Montrottier.

## Famille Le Cornu

Blason : D'or au massacre de cerf de gueules, surmonté d'un aigle éployé de sable.

Charles de Châtillon (1570-1604), sans postérité de son union avecMarguerite/Madeleine fille de Gaspard de La Châtre-Nançay, vendit la terre de Brée avec le château de Trancalou à René Le Cornu, seigneur de la Courbe, en 1600, dit François-Augustin Gérault. Charles Pointeau suppose avec raison que cette date doit être inexacte, car, d'après lui, R. le Cornu aurait été tué en Basse-Bretagne vers 1595. Jean Le Cornu lui succède.
Renée Le Cornu, fille de Jean, épousa :
1. avant 1605, Henri de Vassé[9], baron de Vassé, seigneur de Suremaine, qui fut tué au siège de Royan, au mois de mai 1622 et fut inhumé dans l'église de Rouessé. Il laissait un fils posthume.
2. avant 1612, Jean Le Maire, chevalier, seigneur de Millières. En 1626, ils tenaient ensemble un enfant sur les fonts de baptême en l'église de Brée. Elle était morte en 1643. De son premier mariage elle eut plusieurs enfants, entre autres Henry François, qui lui succéda dans la terre de Brée. Jacques Hurault, chevalier, marquis de Vibraye était leur curateur en 1638.

## Famille de Montesson

Blason : d'argent à 3 quintefeuilles d'azur.

Henri François Groignet, marquis de Vassé, baron de la Roche Mabille, vidame du Mans, fils des précédents, vendit en 1664 au comte Charles de Montesson, seigneur de la Beschère et de la Roche-Pichemer, les terres de la Courbe, de Brée et de Trancalou. Il avait épousé Marie-Madeleine de Saint-Gelais.
Jean-Baptiste de Montesson lui succède.
La terre de Brée fut vendue sans doute à Charles Colbert du Terron, indiqué par Le Clerc du Flécherai, comme propriétaire de la seigneurie de Brée, en 1680.

## Famille Colbert
Françoise Colbert du Terron, fille aînée de Charles Colbert du Terron, femme de Hildéric, prince souverain de Carpegna, romain. Elle était propriétaire de la terre de Brée en 1711. Elle ne laissa que quatre filles : 
1. Françoise ;
2. Madeleine, épouse de M. de Gassion, président au Parlement de Pau ;
3. Eutrope-Émilie, épouse de Claude, marquis de Bourdeille d'Archiac ;
4. Marie-Anne, mariée 
  1. à François du Prat de Brabançon,
  2. à Thomas-Hyacinthe de la Caunelay.

Demoiselles Maximilienne et Marie-Victoire-Maximilienne reçoivent plusieurs aveux comme dames de Brée, en 1717, 1718, 1719.
1727, 1729, 1731, 1759, est dame de Brée, Marie de Bede de Montrozier, épouse de Messire Roger, comte de Remont, lieutenant-général de l'électeur de Bavière.
1776, 1778, Marie-Maximilienne-Françoise, née de Longueville (ou Longeville), dame de Brée, épouse de Sigismond-Frédéric, comte de Presseing et du Saint-Empire, lieutenant-général et grand veneur de l'Electeur de Bavière. Elle habitait en 1786 (?) son château de Longeville, paroisse de Savigny (?) en Champagne. Elle était veuve à cette époque.
1783. Il paraît que la comtesse de Presseing avait à cette époque abandonné la seigneurie et terre de Brée avec les annexes à sa fille madame d'Andréoli, qui la vendit en 1783 en cinq lots à une société de marchands. Ces filiations de bâtards paraissent pour l'abbé Angot assez embrouillées et peu intéressantes à suivre. Il n'est pas certain non plus que la vente de la seigneurie de Brée ait été définitive en 1783, car dans une procédure de 1786, madame d'Andréoli garde encore son titre de dame de Brée ; une pièce des archives de la Mayenne, à la même date, suppose la même chose.

## Sources partielles
- Abbé Angot, « Saint-Gervais et Saint-Protais de Brée, monographie paroissiale[12]. », 1884 [13]
- « Liste des seigneurs de Brée », dans Alphonse-Victor Angot et Ferdinand Gaugain, Dictionnaire historique, topographique et biographique de la Mayenne, Laval, A. Goupil, 1900-1910 [détail des éditions] (BNF 34106789, présentation en ligne)